# Andrej Jakubik
Andrej Aleksandrovič Jakubik (in russo Андрей Александрович Якубик?; Mosca, 24 agosto 1950) è un allenatore di calcio ed ex calciatore sovietico dal 1991 russo, di ruolo attaccante.

## Palmarès

### Giocatore

#### Club
- Vysšaja Liga: 1

Dinamo Mosca: 1976 (primavera)
- Kubok SSSR: 2

Dinamo Mosca: 1970, 1977
- Superkubok SSSR: 1

Dinamo Mosca: 1977

#### Nazionale
- Bronzo olimpico: 1

Monaco di Baviera 1972

#### Individuale
- Capocannoniere della Vysšaja Liga: 1

1982 (23 gol)

## Statistiche

### Cronologia presenze e reti in Nazionale
| Cronologia completa delle presenze e delle reti in nazionale ― Unione Sovietica | Cronologia completa delle presenze e delle reti in nazionale ― Unione Sovietica | Cronologia completa delle presenze e delle reti in nazionale ― Unione Sovietica | Cronologia completa delle presenze e delle reti in nazionale ― Unione Sovietica | Cronologia completa delle presenze e delle reti in nazionale ― Unione Sovietica | Cronologia completa delle presenze e delle reti in nazionale ― Unione Sovietica | Cronologia completa delle presenze e delle reti in nazionale ― Unione Sovietica | Cronologia completa delle presenze e delle reti in nazionale ― Unione Sovietica |
| Data                                                                            | Città                                                                           | In casa                                                                         | Risultato                                                                       | Ospiti                                                                          | Competizione                                                                    | Reti                                                                            | Note                                                                            |
| ------------------------------------------------------------------------------- | ------------------------------------------------------------------------------- | ------------------------------------------------------------------------------- | ------------------------------------------------------------------------------- | ------------------------------------------------------------------------------- | ------------------------------------------------------------------------------- | ------------------------------------------------------------------------------- | ------------------------------------------------------------------------------- |
| 1-9-1972                                                                        | Ratisbona                                                                       | Messico                                                                         | 1 – 4                                                                           | Unione Sovietica                                                                | Olimpiadi 1972                                                                  | -                                                                               |                                                                                 |
| 10-9-1972                                                                       | Monaco di Baviera                                                               | Germania Est                                                                    | 2 – 2                                                                           | Unione Sovietica                                                                | Olimpiadi 1972                                                                  | -                                                                               | 41’                                                                             |
| Totale                                                                          |                                                                                 | Presenze                                                                        | 2                                                                               |                                                                                 | Reti                                                                            | 0                                                                               |                                                                                 |